# Nhiễm sắc thể số 3
Nhiễm sắc thể số 3 là một trong 23 cặp nhiễm sắc thể ở người. Mọi người bình thường có hai bản sao của nhiễm sắc thể này. Nhiễm sắc thể 3 trải dài gần 200 triệu cặp base (vật liệu xây dựng của DNA) và chiếm khoảng 6,5% tổng số DNA trong tế bào.

## Gen

### Số lượng gen
Sau đây là một số ước tính số lượng gen của nhiễm sắc thể số 3 ở người. Bởi vì các nhà nghiên cứu sử dụng các cách tiếp cận khác nhau để chú thích bộ gen dự đoán của họ về số lượng gen trên mỗi nhiễm sắc thể khác nhau (để biết chi tiết kỹ thuật, xem dự đoán gen). Trong số các dự án khác nhau, dự án trình tự mã hóa đồng thuận hợp tác (CCDS) có một chiến lược cực kỳ thận trọng. Vì vậy, dự đoán số lượng gen của CCDS đại diện cho một giới hạn thấp hơn trên tổng số gen mã hóa protein của con người.
| Ước tính của | Các gen mã hóa protein | Các gen RNA không mã hóa | Gene giả | Nguồn              |
| ------------ | ---------------------- | ------------------------ | -------- | ------------------ |
| CCDS         | 1,024                  | -                        | -        | [ 1 ]              |
| HGNC         | 1,036                  | 483                      | 761      | [ 5 ]              |
| Ensembl      | 1,073                  | 1.158                    | 761      | [ 6 ]              |
| UniProt      | 1.081                  | -                        | -        | [ 7 ]              |
| NCBI         | 1,085                  | 1.108                    | 902      | [ 8 ] [ 9 ] [ 10 ] |